# Mladějovice
Mladějovice (deutsch Bladowitz) ist eine Gemeinde in Tschechien. Sie liegt sechs Kilometer nordwestlich von Šternberk und gehört zum Okres Olomouc.

## Geographie
Mladějovice befindet sich linksseitig der Einmündung des Baches Zlatý potok in den Řídečský potok auf einer Kuppe im Norden der Obermährischen Senke (Hornomoravský úval). Östlich des Dorfes entspringt der Mladějovický potok. Im Nordosten erhebt sich der Lískovec (337 m). Nordöstlich des Dorfes verläuft die Bahnstrecke Olomouc – Šumperk; die Bahnstation Mladějovice liegt am nördlichen Ortsausgang.
Nachbarorte sind Paseka im Norden, Komárov und Řídeč im Nordosten, Hlásnice und Krakořice im Osten, Dolní Mladějovice, Babice, Egrov und Lužice im Südosten, Hnojice im Süden, Žerotín und Strukov im Südwesten, Želechovice im Westen sowie Újezd, Březina und Rybníček im Nordwesten.

## Geschichte
Die erste schriftliche Erwähnung von Mladeiouici erfolgte 1131 in einer Urkunde Herzog Soběslavs I., der darin der Olmützer St.-Wenzels-Kirche die Einnahmen aus dem Dorf bestätigte. Zehn Jahre später wurde der Ort im Güterverzeichnis des Olmützer Bischofs Heinrich Zdik als Kapitulargut aufgeführt. Seit dem 13. Jahrhundert bildete Mladějovice ein bischöfliches Lehngut. Zu dieser Zeit wurden im Zuge der Kolonisation die Urwälder am Abfall des Niederen Gesenkes gerodet und es entstanden neue Ansiedlungen. Ab 1275 wurde der Ort als Blodowiz, ab 1296 als Mladowitz und ab 1305 als Mladieyowicze bzw. Mladigeiawicz bezeichnet. Im Jahre 1390 wurden die Herren von Sternberg mit dem Gut Mladějovice einschließlich der zugehörigen Dörfer Řídeč, Malá Strana, Komárov, Krakořice und Dubčov belehnt. Peter von Sternberg schloss das Lehn 1395 an seine Herrschaft Sternberg an. Dubčov erlosch am Übergang zum 15. Jahrhundert, Malá Strana verschmolz später mit Mladějovice. Mit dem Tode Peter von Sternbergs erlosch 1397 die mährische Linie der Sternberger und deren Güter fielen an Peter von Krawarn und Straßnitz († 1434). Während der Hussitenkriege bildete die Eulenburg im Gebirge eine wichtige Bastion der Aufständischen. 1429 traf sich dort der Anführer der Taboriten, Andreas Prokop mit Sigismund Korybut, einem Neffen des Litauerfürsten Witold. Sie vereinbarten die Aufstellung eines gemeinsamen taboritisch-polnischen Heeres, nachdem beide schon drei Jahre zuvor auf dem Na Běhání ein Meißnisches Ritterheer vernichtet hatten. Im Jahre 1430 nahm das von Prokop geführte Heer nach einwöchiger Belagerung die Burg Sternberg ein und hielt die Herrschaft bis 1432 besetzt. Im Jahre 1444 bestätigte Georg von Krawarn († 1466) dem Erbrichter Filip dessen Rechte und Besitz. Das Lehn Mladieowicze wurde 1460 mit der Herrschaft Sternberg vereinigt. Bei der von 1556 bis 1558 andauernden Pestepidemie verstarb ein Großteil der Einwohner und die gesamte Herrschaft Sternberg verödete und verarmte. Da der Bevölkerungsverlust nicht mit tschechischen Untertanen zu kompensieren war, holte Karl II. von Münsterberg, der 1570 durch Heirat an die Herrschaft Sternberg gelangt war, deutsche Siedler aus seinen schlesischen Besitzungen und der Grafschaft Glatz ins Land. Zugleich förderte er den Protestantismus. Im Sternberger Urbar von 1599 tragen noch die meisten der Grundstücksbesitzer von Bladewitz tschechische Namen. 1625 erhielt das Augustiner-Chorherrenstift Sternberg das Kirchpatronat. 1642 besetzten schwedische Truppen das Gebiet und hielten es noch bis 1650. Die während des Dreißigjährigen Krieges einsetzende Rekatholisierung führte dazu, dass die Protestanten, sofern sie nicht zur Konversion bereit waren, zum Verlassen des Landes gezwungen wurden. Nach dem Tod des Herzogs Karl Friedrich I. von Münsterberg-Oels, mit dem die schlesische Linie der Podiebrader erlosch, folgte ihm 1647 sein Schwiegersohn Silvius I. Nimrod von Württemberg-Oels. Die Herzöge von Württemberg-Oels ließen die verlassenen Gehöfte mit deutschen Bauern besetzen. Die Matriken werden seit 1651 geführt und anfänglich noch in tschechischer Sprache gehalten. Die erste deutschsprachige Urkunde wurde 1659 ausgestellt, in ihr bestätigte Livius von Württemberg das Recht von Caspar Scherl zum Ankauf zweier Grundstücke. Ab 1664 wurde das Dorf Bladowitz, 1692 als Pladonitz, 1771 als Mladeiwicze bzw. Bladowitium und ab 1798 Mladovice bezeichnet. Wie die anderen Orte der Gegend wurde auch Bladowitz im Laufe des 17. Jahrhunderts gänzlich germanisiert. 1693 verkaufte Silvius II. Friedrich die Herrschaft Sternberg an Johann Adam Andreas von Liechtenstein. Im Jahre 1704 brach die Pest aus. Der Großbrand von 1766 zerstörte 15 Gehöfte. Bladowitz bestand im Jahre 1795 aus 67 Häusern und hatte 420 Einwohner. Am 21. August 1834 richtete ein Unwetter große Schäden an. Im selben Jahre brach auch die Cholera aus. Bis zur Mitte des 19. Jahrhunderts blieb der Ort immer zur Fürstlich Liechtensteinischen Herrschaft Sternberg untertänig.
Nach der Aufhebung der Patrimonialherrschaften bildete Bladowitz/Mladějovice ab 1850 eine Gemeinde in der Bezirkshauptmannschaft und dem Gerichtsbezirk Sternberg. Im November 1851 brach erneut die Cholera aus. 1855 brannten in der Ortslage Velká strana 15 Gebäude nieder. Die Fischteiche wurden 1868 trockengelegt. Zwischen 1871 und 1873 erfolgte der Bau der Eisenbahn von Sternberg nach Mährisch Neustadt, an der bei Mladějovice 1885 eine Bahnstation eingerichtet wurde. Der Wald Březina wurde zwischen 1873 und 1876 abgeholzt. Die Straße von Sternberg nach Mährisch Neustadt entstand in den Jahren 1887 bis 1889. Im Jahre 1900 lebten in dem Dorf 528 Personen, davon waren 512 Deutsche und 16 Tschechen. Zehn Jahre später bestand die Einwohnerschaft aus 552 Deutschen und acht Tschechen. Beim Zensus von 1921 wurden in Bladowitz
530 Deutsche, 54 Tschechen und ein Ausländer gezählt. Nach der Gründung der Tschechoslowakei wurden in der Gemeinde eine tschechische Minderheitenschule eröffnet, in der sieben Kinder unterrichtet wurden. Nach der Bodenreform von 1926 wurden die Untere und die Obere Kolonie angelegt und mit Tschechen besiedelt. 1928 wurde der Neubau der tschechischen Minderheitenschule einweiht, die von 39 Kindern besucht wurde. Im selben Gebäude entstand auch ein Kindergarten. 1930 hatte Bladowitz 748 Einwohner, davon waren 535 Deutsche, 201 Tschechen und 12 Ausländer.
Nach dem Münchner Abkommen wurde die Gemeinde am 10. Oktober 1938 an das Deutsche Reich angegliedert und gehörte bis 1945 zum Landkreis Sternberg. Die Tschechen wurden in die „Resttschechei“ vertrieben. 1939 hatte Bladowitz 678 Einwohner. Im Herbst 1944 wurden Deutsche aus Tirol im Ort angesiedelt. Am 6. Mai 1945 nahm die 4. Ukrainische Front der Roten Armee unter General Jeremenkow den Ort ein. Nach Kriegsende kam die Gemeinde wieder zur Tschechoslowakei zurück. Die ersten tschechischen Bauern kehrten am 8. Mai 1945 in ihre Häuser in der Unteren Kolonie zurück. Die deutsche Bevölkerung wurde bis 1946 mit LKWs ins Sammellager Štěpánov abtransportiert.
1948 wurde der Eisenerzbergbau bei Krakořice wieder aufgenommen. Das Kulturhaus und das Gebäude des Örtlichen Nationalausschusses (MNV) entstanden 1959. Im Zuge der Gebietsreform von 1960 wurde der Ort nach der Auflösung des Okres Šternberk dem Okres Olomouc zugeordnet. Řídeč und Komárov wurden 1964 eingemeindet. Im Jahre 1979 wurde Mladějovice zum Ortsteil von Šternberk. Nach der Samtenen Revolution löste sich Mladějovice wieder los und bildete seit Beginn des Jahres 1991 eine eigene Gemeinde.

## Gemeindegliederung
Für die Gemeinde Mladějovice sind keine Ortsteile ausgewiesen. Grundsiedlungseinheiten sind Dolní Mladějovice (Unter Bladowitz) und Mladějovice (Bladowitz).

## Sehenswürdigkeiten
- Pfarrkirche der hl. Maria Magdalena, sie wurde zwischen 1791 und 1792 anstelle eines älteren Vorgängerbaus errichtet. Der Kirchturm erhielt seine heutige Gestalt im Jahre 1858. Am 1. August 1928 wurde in der Kirche die erste Messe in tschechischer Sprache abgehalten.
- Empiregrabmäler für Theodor Bratis (1832) und Ignaz Müller (1839) an der Kirche
- Kapelle und Kreuzweg mit 14 Stationen am Friedhof, errichtet in der Mitte des 19. Jahrhunderts. 1866 hielten an der Kapelle preußische Truppen ihre Gottesdienste ab.
- Pestsäule mit Statue der Immaculata, geschaffen in der ersten Hälfte des 19. Jahrhunderts
- Mehrere Steinkreuze